# Болото (Хаврогорское сельское поселение, Верхние Хаврогоры)
Болото — деревня в Холмогорском районе Архангельской области.

## География
Находится в центральной части Архангельской области на расстоянии приблизительно 93 км на юг по прямой от районного центра села Холмогоры на правобережье реки Северная Двина.

## История
В 1859 году здесь (тогда деревня Холмогорского уезда Архангельской губернии) было учтено 6 дворов, в 1905 — 3. До 2022 года входила в Хаврогорское сельское поселение  до его упразднения. Деревня входит в куст деревень с общим названием Верхние Хаврогоры.

## Население
Численность населения: 48 человек (1859 год), 10 (1905), 1 в 2010.